# Ohio University
L'Ohio University è un'università pubblica statunitense, con sede ad Athens, Ohio. L'università è stata fondata nel 1804 ed ha aperto agli studenti nel 1809.